# Scopula adjunctaria
Scopula adjunctaria là một loài bướm đêm trong họ Geometridae.